# Shea Weber
Shea Michael Weber, född 14 augusti 1985 i Sicamous, British Columbia, är en kanadensisk professionell ishockeyspelare som spelar för Montreal Canadiens i NHL. Han har tidigare spelat för Nashville Predators.
Weber har på senare år utvecklats till en mycket pålitlig offensiv back, då han säsongen 2008–09 gjorde 23 mål och 53 poäng på 81 spelade NHL-matcher och var en av Kanadas viktigaste spelare under ishockey-VM 2009 i Schweiz. Fyra mål och totalt tolv poäng blev det på nio matcher för den högerskjutande försvararen, som också valdes till turneringens bäste back och fick en plats i medias All Star-lag. Han kom trea i poängligan, endast slagen av Martin St. Louis och Ilja Kovaltjuk.
Han draftades som 46:e spelare totalt av Nashville Predators 2003.

## Statistik

### Klubbkarriär
| 2001–02    | Sicamous Eagles     | KIJHL      | 47  | 9   | 33  | 42  | 87  | –  | –  | –  | –  | –  |
| 2001–02    | Kelowna Rockets     | WHL        | 5   | 0   | 0   | 0   | 0   | –  | –  | –  | –  | –  |
| 2002–03    | Kelowna Rockets     | WHL        | 70  | 2   | 16  | 18  | 167 | 19 | 1  | 4  | 5  | 26 |
| 2003–04    | Kelowna Rockets     | WHL        | 60  | 12  | 20  | 32  | 126 | 17 | 3  | 14 | 17 | 16 |
| 2004–05    | Kelowna Rockets     | WHL        | 55  | 12  | 29  | 41  | 95  | 18 | 9  | 8  | 17 | 25 |
| 2005–06    | Milwaukee Admirals  | AHL        | 46  | 12  | 15  | 27  | 49  | 14 | 6  | 5  | 11 | 16 |
| 2005–06    | Nashville Predators | NHL        | 28  | 2   | 8   | 10  | 42  | 4  | 2  | 0  | 2  | 8  |
| 2006–07    | Nashville Predators | NHL        | 79  | 17  | 23  | 40  | 60  | 5  | 0  | 3  | 3  | 2  |
| 2007–08    | Nashville Predators | NHL        | 54  | 6   | 14  | 20  | 49  | 6  | 1  | 3  | 4  | 6  |
| 2008–09    | Nashville Predators | NHL        | 81  | 23  | 30  | 53  | 80  | –  | –  | –  | –  | –  |
| 2009–10    | Nashville Predators | NHL        | 78  | 16  | 27  | 43  | 36  | 6  | 2  | 1  | 3  | 4  |
| 2010–11    | Nashville Predators | NHL        | 82  | 16  | 32  | 48  | 56  | 12 | 3  | 2  | 5  | 8  |
| 2011–12    | Nashville Predators | NHL        | 78  | 19  | 30  | 49  | 46  | 10 | 2  | 1  | 3  | 9  |
| 2012–13    | Nashville Predators | NHL        | 48  | 9   | 19  | 28  | 48  | —  | —  | —  | —  | —  |
| 2013–14    | Nashville Predators | NHL        | 79  | 23  | 33  | 56  | 52  | —  | —  | —  | —  | —  |
| 2014–15    | Nashville Predators | NHL        | 78  | 15  | 30  | 45  | 72  | 2  | 0  | 1  | 1  | 2  |
| 2015–16    | Nashville Predators | NHL        | 78  | 20  | 31  | 51  | 27  | 14 | 3  | 4  | 7  | 18 |
| NHL totalt | NHL totalt          | NHL totalt | 763 | 166 | 277 | 443 | 568 | 59 | 13 | 15 | 28 | 57 |

### Internationellt
| År            | Lag           | Turnering     |               | Matcher | Mål | Assist | Poäng | Utv |
| ------------- | ------------- | ------------- | ------------- | ------- | --- | ------ | ----- | --- |
| 2005          | Kanada        | JVM           | 6             | 0       | 0   | 0      | 10    |     |
| 2007          | Kanada        | VM            | 6             | 1       | 1   | 2      | 31    |     |
| 2009          | Kanada        | VM            | 9             | 4       | 8   | 12     | 6     |     |
| 2010          | Kanada        | OS            | 7             | 2       | 4   | 6      | 2     |     |
| 2014          | Kanada        | OS            | 6             | 3       | 3   | 6      | 0     |     |
| Junior totalt | Junior totalt | Junior totalt | Junior totalt | 6       | 0   | 0      | 0     | 10  |
| Senior totalt | Senior totalt | Senior totalt | Senior totalt | 28      | 10  | 16     | 26    | 39  |